# Мельничная (приток Сосновки)
Мельничная — река в России, протекает по Яшкинскому району Кемеровской области.
Устье реки находится в 10 км по правому берегу реки Сосновка. Длина реки составляет 10 км. Приток — Яловка.

## Данные водного реестра
По данным государственного водного реестра России относится к Верхнеобскому бассейновому округу, водохозяйственный участок реки — Томь от города Кемерово и до устья, речной подбассейн реки — Томь. Речной бассейн реки — (Верхняя) Обь до впадения Иртыша.